# ニコラ・バル
ニコラ・バル（Nicholas Bal 1978年6月2日- ）はフランス、サン＝マルタン＝デール出身のノルディック複合選手。1996年から2007年までワールドカップに出場した。1998年に行われた長野オリンピックでは団体で銅メダルを獲得、個人戦でも7位となった。2002年ソルトレークシティオリンピックでは団体6位、2006年トリノオリンピックでは団体のアンカーを務め5位となっている。2006-2007シーズンの終了後第一線を退いた。